# Phyllophaga chiblacana
Phyllophaga chiblacana är en skalbaggsart som beskrevs av Moron 2003. Phyllophaga chiblacana ingår i släktet Phyllophaga och familjen Melolonthidae. Inga underarter finns listade i Catalogue of Life.